# Peter Norton
Peter Norton (n. 14 noiembrie 1943, Aberdeen, Washington, SUA) este un programator, editor de software, autor și filantrop american. El este cel mai bine cunoscut pentru programele de calculator și cărțile care îi poartă numele și portretul. Norton și-a vândut afacerea de software către Symantec Corporation în 1990.

## Tinerețe
Norton s-a născut în Aberdeen, Washington și a crescut în Seattle. A urmat colegiul Reed din Portland, Oregon, absolvind în 1965. Înainte de a se implica în microcalculatoare, a petrecut o duzină de ani lucrând la mainframe și minicalculatoare pentru companii precum Boeing și Jet Propulsion Laboratory. Primele sale utilitare de sistem low-level au fost concepute pentru a permite programatorilor mainframe accesul la un bloc de RAM pe care IBM îl rezerva în mod normal pentru diagnosticare.

## Carieră

### Software utilitar
Când PC-ul IBM și-a făcut debutul în 1981, Norton a fost printre primii care au cumpărat unul. După ce a fost concediat în timpul unei reduceri a industriei aerospațiale, s-a apucat de programarea microcalculatoarelor. Într-o zi, a șters accidental un fișier. În loc să reintroducă datele, așa cum ar fi făcut majoritatea, a decis să scrie un program pentru a recupera informațiile de pe disc. Prietenii lui au fost încântați de program și a dezvoltat un grup de programe utilitare pe care le-a vândut - pe rând – către grupuri de utilizatori. În 1982, a fondat Peter Norton Computing⁠(d) cu 30.000 de dolari și un computer IBM. 
Compania a fost un pionier în software-ul utilităților compatibile IBM PC. Introducerea Norton Utilities⁠(d) din 1982 a inclus instrumentul UNERASE de la Norton pentru a recupera datele șterse de pe discuri formatate MS-DOS și IBM PC DOS⁠(d). Norton a comercializat programul (în primul rând pe jos) prin intermediul companiei sale de editare de software, lăsând în urmă mici pamflete cu note tehnice la întâlnirile grupurilor de utilizatori și magazinele de calculatoare. Un editor a văzut pamfletele și a văzut că poate scrie despre un subiect tehnic. Editura l-a sunat și l-a întrebat dacă vrea să scrie o carte. Prima carte de calculator a lui Norton, Inside the IBM PC: Access to Advanced Features & Programming (Techniques),  a fost publicată în 1983. Au fost publicate opt ediții ale acestui bestseller, ultima în 1999.  Norton a scris mai multe alte manuale tehnice și cărți introductive de computing. A început să scrie rubrici lunare în 1983 pentru PC Magazine  și mai târziu pentru revista PC Week⁠(d), pe care a scris-o până în 1987. El a devenit curând recunoscut ca o autoritate principală în tehnologia computerelor personale IBM.
În 1984, Norton Computing a atins venituri de 1 milion de dolari, iar versiunea 3.0 a Norton Utilities a fost lansată. Norton avea trei clerici care lucrau pentru el. El făcea toată dezvoltarea software-ului, toată scrierea cărților, toată scrierea manuală și conducerea afacerii. Singurul lucru pe care nu îl făcea era să umple pachetele. Și-a angajat al patrulea angajat și primul programator, Brad Kingsbury, în iulie 1985. La sfârșitul anului 1985, Norton a angajat un manager de afaceri care să se ocupe de operațiunile de zi cu zi. 
În 1985, Norton Computing a produs Norton Editor, un editor de text pentru programatori creat de Stanley Reifel, și Norton Guides, un program TSR care arăta informații de referință pentru limbajul de asamblare și alte componente interne ale PC-ului IBM, dar putea afișa și alte informații de referință compilate în tipul fișierului. Norton Commander, un instrument de gestionare a fișierelor, a fost introdus în 1986.
Veniturile Norton Computing au crescut la 5 milioane USD în 1986, 11 milioane USD în 1987 și 15 milioane USD în 1988. Produsele sale au câștigat mai multe premii de utilitate și s-a clasat pe locul 136 pe lista din 1988 a revistei Inc. a celor 500 de companii private cu cea mai rapidă creștere din America, cu 38 de angajați.  Norton însuși a fost numit „Antreprenorul anului” de către Arthur Young & Co. (1988 High Technology Award Winner Greater Los Angeles Region)  și revista Venture.
Pe 12 aprilie 1989, Norton l-a numit pe Ron Posner director executiv al Norton Computing. Norton a continuat ca președinte.  Scopul lui Posner a fost să crească rapid compania într-un furnizor major de software. La scurt timp după sosirea sa, Posner a angajat un nou președinte, un nou director financiar și a adăugat un vicepreședinte de vânzări. 
În martie 1990, Norton Computing a lansat programul Norton Backup dedicat copierii de rezervă și restaurării hard disk-urilor.  Norton Utilities pentru Macintosh a fost lansat în iulie. 
În 1989, Norton Computing avea vânzări de 25 de milioane de dolari. În august 1990, Norton a vândut compania către Symantec pentru 70 de milioane de dolari.  Posner a orchestrat fuziunea. Norton a primit o treime din acțiunile Symantec, în valoare de aproximativ 60 de milioane de dolari, și un loc în consiliul de administrație al Symantec. Compania achiziționată a devenit o divizie a Symantec și a fost redenumită Peter Norton Computing Group. Aproximativ o treime din cei 115 angajați ai Norton Computing au fost disponibilizați după fuziune.  Numele mărcii Norton trăiește în produse Symantec precum Norton AntiVirus, Norton 360⁠(d), Norton Internet Security, Norton Personal Firewall⁠(d), Norton SystemWorks⁠(d) (care conține acum o versiune actuală a Norton Utilities⁠(d) ), Norton AntiBot⁠(d), Norton AntiSpam, Norton GoBack⁠(d) (fost Roxio⁠(d) GoBack), Norton PartitionMagic⁠(d) (fostă PowerQuest⁠(d) PartitionMagic) și Norton Ghost. Imaginea lui Norton a fost folosită pe ambalajul tuturor produselor marca Norton până în 2001.

### Cărți
În septembrie 1983, Norton a început să lucreze la The Peter Norton Programmer's Guide to the IBM PC. Cartea a fost un ghid popular și cuprinzător pentru programarea platformei originale IBM PC (care acoperă apelurile de sistem BIOS și MS-DOS în detaliu). Prima ediție (1985) a fost supranumită „cartea cămășilor roz”, după cămașa roz pe care Norton a purtat-o pentru fotografia de copertă, iar poza cu brațele încrucișate a lui Norton de pe acea copertă este o marcă înregistrată în SUA. 
A doua ediție (1988), redenumită The New Peter Norton Programmer's Guide to the IBM PC & PS/2, a prezentat din nou brațele încrucișate, și imaginea de copertă a cămășii roz. Richard Wilton a fost coautor a celei de-a doua ediții. Aceasta a fost urmată de cea de-a treia ediție (1993) a „cărții Norton”, redenumită The Peter Norton PC Programmer's Bible, în colaborare cu Wilton și Peter Aitken. Edițiile ulterioare ale Peter Norton's Inside the PC, o introducere amplă în tehnologia computerelor personale, îl prezentau pe Norton în poză cu brațele încrucișate pe copertă, purtând o cămașă albă.

### Cariera mai târziu
În 2002, Acorn Technologies l-a atras pe Norton dintr-o hibernare de 10 ani în afaceri. Norton are o „investiție semnificativă” în companie și servește ca președinte al consiliului de administrație al Acorn.   
Norton este președintele eChinaCash, o companie pe care a fondat-o în 2003. Posner este CEO.   

## Viața personală
Norton a petrecut aproximativ cinci ani într-o mănăstire budistă din zona Golfului San Francisco în anii 1970.   În 1983, Norton s-a căsătorit cu Eileen Harris, care a crescut în Watts⁠(d), California. Au avut doi copii și locuiau în zona Los Angeles.
În vara anului 1990 s-au bucurat de o vizită la Martha's Vineyard și s-au reîntors anul următor. Au achiziționat o casă Queen Anne din 1891, cu opt dormitoare, în Oak Bluffs⁠(d). Ei au cumpărat și au locuit într-o casă din apropiere în timp ce inițiază reproiectarea casei principale, care fusese inițial construită de Philip Corbin. A fost finalizată în 1994. „Copiii mei sunt pe jumătate negri și ne-am gândit că Oak Bluffs le va oferi o oportunitate de vară în preajma altor copii ca ei”, a spus Norton într-un interviu din 2007 cu Laura D. Roosevelt pentru Martha's Vineyard Magazine,  făcând aluzie la  reputația Oak Bluff's ca un loc de vară popular printre negrii din clasa superioară. 
În 2000, cuplul a divorțat. Norton a trăit apoi o mare parte a timpului în New York. În februarie 2001, un incendiu cauzat de cablaje defectuoase a distrus casa Martha's Vineyard; Norton a reconstruit-o aproape exact așa cum era înainte de incendiu. Între timp, a început o relație cu finanțatorul New York-ului Gwen Adams. Era o „insulară” și locuia și în zonă. De atunci, cuplul petrec anual zece săptămâni de vară în Casa Corbin-Norton. În mai 2007 s-au căsătorit  într-o biserică din Edgartown⁠(d) din apropiere; ceremonia a fost săvârșită pe insulă de vecinul lor, Henry Louis Gates Jr.⁠(d), un cărturar și autor. 

## Filantropie
În 1989, Peter și Eileen Norton au fondat Peter Norton Family Foundation, care oferă sprijin financiar organizațiilor de artă vizuală și contemporană non-profit, precum și organizațiilor de servicii sociale umane.
Norton face parte din consiliile Institutului de Tehnologie din California,  Institutului de Arte din California,  Crossroads School (Santa Monica, California)  și Muzeul de Artă Modernă din New York (din 1999).  El este administrator emerit al Colegiului Reed. 
În 2003, Norton a devenit președintele consiliului de administrație al MoMA PS1⁠(d), căruia s-a alăturat și în 1999.  În 2004, s-a alăturat din nou consiliului de conducere al Muzeului de Artă Americană Whitney, după ce l-a părăsit în 1998. El face parte, de asemenea, în comitetul executiv al Consiliului Internațional al Directorilor Muzeului Guggenheim, comitetul principal de achiziție al muzeului respectiv și în consiliul de administrație al Muzeului de Artă al Los Angeles.
Cu prima sa soție, Norton a acumulat una dintre cele mai mari colecții de artă modernă contemporană din Statele Unite.  Multe dintre piese sunt împrumutate în toată lumea în orice moment; multe au fost la vedere la Symantec Corporation. Fundația și Norton Family Office sunt situate în Santa Monica. Revista ARTnews⁠(d) listează în mod regulat Norton printre primii 200 de colecționari din lume.
În 1999, Norton a cumpărat scrisori scrise către Joyce Maynard⁠(d) de autorul retras JD Salinger pentru 156.500 de dolari. (Salinger a avut o aventură de un an cu Maynard în 1972, când avea 18 ani.) Maynard a spus că a fost forțată să scoată la licitație scrisorile din motive financiare. Norton a anunțat că intenția lui era să îi returneze scrisorile lui Salinger. 
În 1999, Norton a donat 600.000 de dolari companiei Signature Theatre (New York), care și-a redenumit teatrul Off Broadway de la 555 West 42nd Street în „Signature Theatre Company at the Peter Norton Space”.  A menținut acest nume până când teatrul s-a mutat într-o locație nouă în 2012.
În martie 2015, Norton a organizat un al doilea proiect major de donație de artă: a donat numeroase piese din colecția personală de artă muzeelor din întreaga lume. Muzeul de Artă Rose a primit 41 de lucrări de artă, variind de la printuri, sculpturi, fotografie și alte tehnici mixte. 
În aprilie 2016, Norton a donat peste 100 de piese din colecția sa personală de artă unor muzee de artă universitare selectate,  și anume, 75 de piese organizației ARTSblock de la Universitatea din California, Riverside  și 68 de piese Muzeului Block al Universității Northwestern. 

## Cărți
- Inside the IBM PC: Access to Advanced Features & Programming Techniques (1983)
- The Peter Norton Programmer's Guide to the IBM PC (1985)
- Visual Basic For Windows Versão 3.0, Tradução 3a.Edição Americana, Author: Steven Olzner/The Peter Norton Computing Group, Editora Campus, ISBN: 85-7001-854-1
- Peter Norton's Assembly Language Book for the IBM PC by Peter Norton, John Socha⁠(d)
- Peter Norton's Intro to Computers 6/e by Peter Norton
- Inside the IBM PC by Peter Norton
- The Peter Norton Programmer's Guide to the IBM PC by Peter Norton
- Peter Norton's Guide to UNIX by Peter Norton, Harley Hahn
- Peter Norton's Introduction to Computers Fifth Edition, Computing Fundamentals, Student Edition by Peter Norton
- Peter Norton's Guide to Visual Basic 6 by Peter Norton, Michael R. Groh
- Peter Norton's DOS Guide Peter Norton's DOS Guide by Peter Norton
- Advanced Assembly Language, with Disk by Peter Norton
- Peter Norton's New Inside the PC by Peter Norton, Scott Clark
- Complete Guide to Networking by Peter Norton, David Kearns
- Peter Norton's Complete Guide to DOS 6.22 by Peter Norton
- Peter Nortons Guide to Windows Programming with MFC: With CDROM by Peter Norton
- PC Problem Solver by Peter Norton, Robert Jourdain
- Peter Norton's Windows 3.1 Pow by Peter Norton
- Peter Norton's Guide to Access 2000 Programming (Peter Norton (Sams)) by Peter Norton, Virginia Andersen
- Peter Norton's Complete Guide to Windows XP by Peter Norton, John Paul Mueller
- Peter Norton's Upgrading And Repairing PCs by Peter Norton, Michael Desmond
- Peter Norton's Introduction to Computers: Essential Concepts by Peter Norton
- Peter Norton's Maximizing Windows NT Server 4 by Peter Norton
- Peter Norton's Advanced DOS 6 by Peter Norton, Ruth Ashley, Judi N. Fernandez
- Peter Norton's Network Security Fundamentals by Peter Norton, Mike Stockman
- Peter Norton's Guide to Qanda 4 by Peter Norton, Dave Meyers
- The Peter Norton's Introduction to Computers Windows NT 4.0 Tutorial with 3.5 IBM Disk by Peter Norton
- Essential Concepts by Peter Norton
- Peter Norton's Macintosh by Peter Norton
- Word 2002: A Tutorial to Accompany Peter Norton's Introduction to Computers Student Edition with CD-ROM by Peter Norton
- Peter Norton's Introduction to Computers MS-Works 4.0 for Windows 95 Tutorial with 3.5 IBM Disk by Peter Norton, Kim Bobzien
- Peter Norton's Guide to Visual C++' [With CD (Audio)] by Peter Norton
- Complete Guide to TCP/IP by Peter Norton, Doug Eckhart (Autor comun)
- Peter Norton's Maximizing Windows 98 Administration (Sams)